# Grand Prix Wielkiej Brytanii 1994

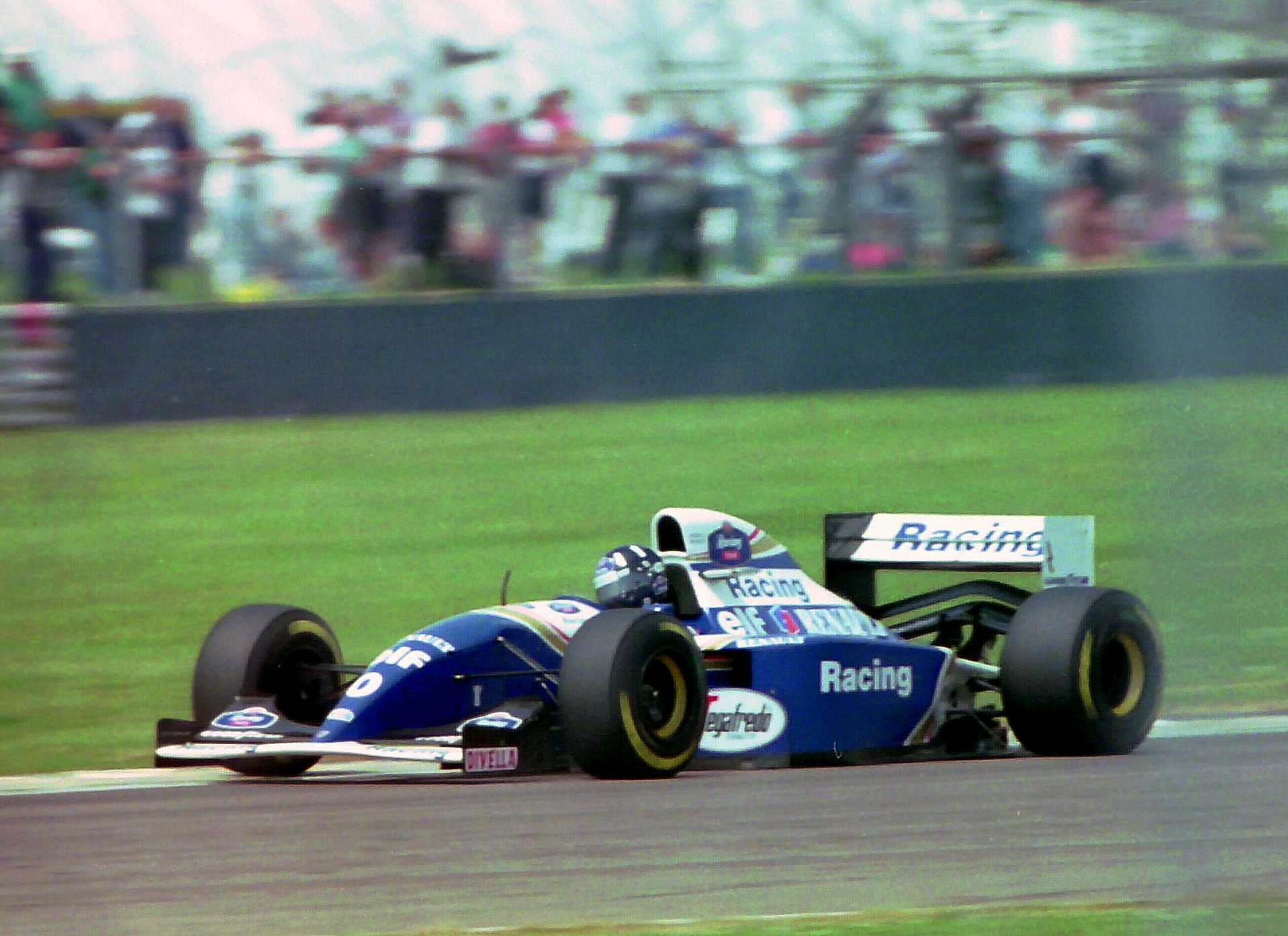
Damon Hill podczas Grand Prix Wielkiej Brytanii 1994

Grand Prix Wielkiej Brytanii 1994 (oryg. RAC British Grand Prix) – ósma runda Mistrzostw Świata Formuły 1 w sezonie 1994, która odbyła się 10 lipca 1994, po raz 28. na torze Silverstone.
47. Grand Prix Wielkiej Brytanii, 45. zaliczane do Mistrzostw Świata Formuły 1.

## Wyniki

### Kwalifikacje
| P                       | Nr | Kierowca              | Konstruktor(-silnik) | Opony | Czas     | Odstęp   | Strata   |
| ----------------------- | -- | --------------------- | -------------------- | ----- | -------- | -------- | -------- |
| 1                       | 0  | Damon Hill            | Williams-Renault     | G     | 1:24.960 | -        | -        |
| 2                       | 5  | Michael Schumacher    | Benetton-Ford        | G     | 1:24.963 | 0:00.003 | 0:00.003 |
| 3                       | 28 | Gerhard Berger        | Ferrari              | G     | 1:24.980 | 0:00.017 | 0:00.020 |
| 4                       | 27 | Jean Alesi            | Ferrari              | G     | 1:25.541 | 0:00.561 | 0:00.581 |
| 5                       | 7  | Mika Häkkinen         | McLaren-Peugeot      | G     | 1:26.268 | 0:00.727 | 0:01.308 |
| 6                       | 14 | Rubens Barrichello    | Jordan-Hart          | G     | 1:26.271 | 0:00.003 | 0:01.311 |
| 7                       | 2  | David Coulthard       | Williams-Renault     | G     | 1:26.337 | 0:00.066 | 0:01.377 |
| 8                       | 3  | Ukyō Katayama         | Tyrrell-Yamaha       | G     | 1:26.414 | 0:00.077 | 0:01.454 |
| 9                       | 8  | Martin Brundle        | McLaren-Peugeot      | G     | 1:26.768 | 0:00.354 | 0:01.808 |
| 10                      | 6  | Jos Verstappen        | Benetton-Ford        | G     | 1:26.841 | 0:00.073 | 0:01.881 |
| 11                      | 4  | Mark Blundell         | Tyrrell-Yamaha       | G     | 1:26.920 | 0:00.079 | 0:01.960 |
| 12                      | 15 | Eddie Irvine          | Jordan-Hart          | G     | 1:27.065 | 0:00.145 | 0:02.105 |
| 13                      | 30 | Heinz-Harald Frentzen | Sauber-Mercedes      | G     | 1:27.284 | 0:00.219 | 0:02.324 |
| 14                      | 23 | Pierluigi Martini     | Minardi-Ford         | G     | 1:27.522 | 0:00.238 | 0:02.562 |
| 15                      | 26 | Olivier Panis         | Ligier-Renault       | G     | 1:27.785 | 0:00.263 | 0:02.825 |
| 16                      | 10 | Gianni Morbidelli     | Footwork-Ford        | G     | 1:27.886 | 0:00.101 | 0:02.926 |
| 17                      | 24 | Michele Alboreto      | Minardi-Ford         | G     | 1:28.100 | 0:00.214 | 0:03.140 |
| 18                      | 29 | Andrea de Cesaris     | Sauber-Mercedes      | G     | 1:28.212 | 0:00.112 | 0:03.252 |
| 19                      | 11 | Alessandro Zanardi    | Lotus-Mugen-Honda    | G     | 1:28.225 | 0:00.013 | 0:03.265 |
| 20                      | 9  | Christian Fittipaldi  | Footwork-Ford        | G     | 1:28.231 | 0:00.006 | 0:03.271 |
| 21                      | 12 | Johnny Herbert        | Lotus-Mugen-Honda    | G     | 1:28.340 | 0:00.109 | 0:03.380 |
| 22                      | 20 | Érik Comas            | Larrousse-Ford       | G     | 1:28.519 | 0:00.179 | 0:03.559 |
| 23                      | 25 | Éric Bernard          | Ligier-Renault       | G     | 1:28.955 | 0:00.436 | 0:03.995 |
| 24                      | 19 | Olivier Beretta       | Larrousse-Ford       | G     | 1:29.299 | 0:00.344 | 0:04.339 |
| 25                      | 31 | David Brabham         | Simtek-Ford          | G     | 1:30.690 | 0:01.391 | 0:05.730 |
| 26                      | 32 | Jean-Marc Gounon      | Simtek-Ford          | G     | 1:30.722 | 0:00.032 | 0:05.762 |
| Nie zakwalifikowali się |    |                       |                      |       |          |          |          |
|                         | 34 | Bertrand Gachot       | Pacific-Ilmor        | G     | 1:31.496 | 0:00.774 | 0:06.536 |
|                         | 33 | Paul Belmondo         | Pacific-Ilmor        | G     | 1:32.507 | 0:01.011 | 0:07.547 |
| P                       | Nr | Kierowca              | Konstruktor(-silnik) | Opony | Czas     | Odstęp   | Strata   |

### Wyścig
| P                 | + / –     | Nr | Kierowca              | Konstruktor       | Opony | Okr. | Czas / Strata | Komentarz       |
| ----------------- | --------- | -- | --------------------- | ----------------- | ----- | ---- | ------------- | --------------- |
| 1                 | Bez zmian | 0  | Damon Hill            | Williams-Renault  | G     | 60   | 1h30:03.640   |                 |
| 2                 | 2         | 27 | Jean Alesi            | Ferrari           | G     | 60   | +1:08.128     |                 |
| 3                 | 2         | 7  | Mika Häkkinen         | McLaren-Peugeot   | G     | 60   | +1:40.659     |                 |
| 4                 | 2         | 14 | Rubens Barrichello    | Jordan-Hart       | G     | 60   | +1:41.751     |                 |
| 5                 | 2         | 2  | David Coulthard       | Williams-Renault  | G     | 59   | +1 okr.       |                 |
| 6                 | 2         | 3  | Ukyō Katayama         | Tyrrell-Yamaha    | G     | 59   | +1 okr.       |                 |
| 7                 | 6         | 30 | Heinz-Harald Frentzen | Sauber-Mercedes   | G     | 59   | +1 okr.       |                 |
| 8                 | 2         | 6  | Jos Verstappen        | Benetton-Ford     | G     | 59   | +1 okr.       |                 |
| 9                 | 11        | 9  | Christian Fittipaldi  | Footwork-Ford     | G     | 58   | +2 okr.       |                 |
| 10                | 4         | 23 | Pierluigi Martini     | Minardi-Ford      | G     | 58   | +2 okr.       |                 |
| 11                | 10        | 12 | Johnny Herbert        | Lotus-Mugen-Honda | G     | 58   | +2 okr.       |                 |
| 12                | 3         | 26 | Olivier Panis         | Ligier-Renault    | G     | 58   | +2 okr.       |                 |
| 13                | 10        | 25 | Éric Bernard          | Ligier-Renault    | G     | 58   | +2 okr.       |                 |
| 14                | 10        | 19 | Olivier Beretta       | Larrousse-Ford    | G     | 58   | +2 okr.       |                 |
| 15                | 10        | 31 | David Brabham         | Simtek-Ford       | G     | 57   | +3 okr.       |                 |
| 16                | 10        | 32 | Jean-Marc Gounon      | Simtek-Ford       | G     | 57   | +3 okr.       |                 |
| Niesklasyfikowani |           |    |                       |                   |       |      |               |                 |
|                   |           | 24 | Michele Alboreto      | Minardi-Ford      | G     | 48   |               | silnik          |
|                   |           | 28 | Gerhard Berger        | Ferrari           | G     | 32   |               | silnik          |
|                   |           | 4  | Mark Blundell         | Tyrrell-Yamaha    | G     | 20   |               | skrzynia biegów |
|                   |           | 20 | Érik Comas            | Larrousse-Ford    | G     | 12   |               | silnik          |
|                   |           | 29 | Andrea de Cesaris     | Sauber-Mercedes   | G     | 11   |               | silnik          |
|                   |           | 10 | Gianni Morbidelli     | Footwork-Ford     | G     | 5    |               | silnik          |
|                   |           | 11 | Alessandro Zanardi    | Lotus-Mugen-Honda | G     | 4    |               | silnik          |
|                   |           | 8  | Martin Brundle        | McLaren-Peugeot   | G     | 0    |               | silnik          |
|                   |           | 15 | Eddie Irvine          | Jordan-Hart       | G     | 0    |               | silnik          |
| Zdyskwalifikowani |           |    |                       |                   |       |      |               |                 |
|                   |           | 5  | Michael Schumacher    | Benetton-Ford     | G     | 60   |               | [ 1 ]           |
| P                 | + / –     | Nr | Kierowca              | Konstruktor       | Opony | Okr. | Czas / Strata | Komentarz       |

### Najszybsze okrążenie
| Nr | Kierowca   | Konstruktor      | Opony | Czas     | Okr. |
| -- | ---------- | ---------------- | ----- | -------- | ---- |
| 0  | Damon Hill | Williams-Renault | G     | 1:27.100 | 11   |